# Гомельдрев
ОАО «Гомельдрев» (бел. ААТ «Гомельдрэў») — белорусское деревообрабатывающее предприятие, расположенное в Новобелицком районе Гомеля Республики Беларусь.

## История
В 1929 году в Гомеле был основан деревообрабатывающий комбинат; официальный сайт предприятия возводит историю к 1879 году, когда была создана спичечная фабрика «Везувий». К 1941 году назывался обозостроительным комбинатом. В июне-июле 1941 года производил лыжи для самолётов, ящики для снарядов, оборудование для военизированных обозов, затем эвакуирован в Сталинград (совр. Волгоград). К 1944 году возобновил деятельность в Гомеле. В 1950-е годы численность работников достигала 4 тысяч человек. В 1966 году завод награждён орденом Трудового Красного Знамени. В 1971 году преобразован в головное предприятие Гомельского производственного деревообрабатывающего объединения «Гомельдрев». В СССР предприятие производило специальные автофургоны, в 1994 году их производство было прекращено. В 1980-е годы на предприятии работало более 8 тысяч человек. В 1992 году предприятие преобразовано в арендное производственное деревообрабатывающее объединение «Гомельдрев», в 1997 году — в ОАО «Гомельдрев».

## Современное состояние
Предприятие производит мебель, каркасные дома, паркет, фанеру, плиты МДФ, багет, пиломатериалы, профильные детали, топливные брикеты. Большей популярностью, предприятие пользуется благодаря изготовлению мебели из массива дуба или березы.. В 2013 году предприятие произвело мебели на 125,6 млн рублей, 8,3 тыс. м³ фанеры клееной, 216 тыс. условных ящиков спичек, 25 тыс. м² пиломатериалов, 106 тыс. м² паркета, 1052 тыс. м² строганого шпона; 48,9% продукции было реализовано на внутреннем рынке Республики Беларусь, 51,1% экспортировался. В 2013 году на предприятии был занят 2971 человек. Основные производства (лесопильный цех, производство мебели, фанеры и погонажа) расположены в Гомеле, производство паркета — в Смолевичах Минской области, завод МДФ — в Речицком районе Гомельской области. Вся продукция предприятия выполняется по международным и европейским нормативам, а также имеет сертификат FSC.
В 2007—2010 годах предприятие стало одним из получателей льготных кредитов для создания новых и модернизации старых производств. В 2016 году предприятие было включено в деревообрабатывающий холдинг Банка развития Республики Беларусь. Выручка предприятия в 2018 году составила 105 млн рублей (ок. 50 млн долларов), и по этому показателю «Гомельдрев» незначительно уступал «Речицадреву», «Мостовдреву» и «Ивацевичдреву», опережая «Витебскдрев», бобруйский «ФанДОК», «Борисовдрев», а также небольшие «Мозырский ДОК» и «Могилёвдрев». В 2017 и 2018 годах на предприятии фиксировались убытки, причём в 2017 году размер убытков составил 30% от общей выручки. На предприятии накопился чрезвычайно большой объём долгосрочных обязательств — в 11 раз больше собственного капитала (2017 год). В 2018 году чистый убыток «Гомельдрева» (35,8 млн рублей, или ок. 17 млн долларов) был самым значительным из всех предприятий нового деревообрабатывающего холдинга. Государство оказывает предприятию господдержку путём пополнения уставного фонда.

## Достижения
- Покрытия напольные ламинированные «VIVAFLOOR» — «Лучший строительный продукт года 2020».
- Покрытия напольные ламинированные «VIVAFLOOR» — «Лучшие товары 2021».
- Покрытия напольные ламинированные «VIVAFLOOR» получили Государственный знак качества в 2024 году (в группе промышленные товары для населения)[12][13].